# 8005 Albinadubois
8005 Albinadubois è un asteroide della fascia principale. Scoperto nel 1988, presenta un'orbita caratterizzata da un semiasse maggiore pari a 2,5501205 UA e da un'eccentricità di 0,1515384, inclinata di 6,79800° rispetto all'eclittica.
L'asteroide è dedicato alla giornalista francese Albina du Boisrouvray.